# しもばやし
しもばやし（1976年5月25日 - ）は、吉本興業所属のお笑い芸人。お笑いコンビ「ファミリーレストラン」（旧名・ジャンクション）のツッコミ担当。本名、下林 朋央（しもばやし ともお）。立ち位置は右。相方はハラダ。ギャガー。

## 人物
- 滋賀県大津市生まれ。姉がいる。藤尾小学校、大津市立皇子山中学校（バスケ部キャプテン、風紀委員）、立命館高校、立命館大学法学部卒業。B型。大阪市大正区（表向きは大津市）在住。2009年7月11日に7歳下の女性と入籍（初デートからちょうど5年）、新婚旅行は淡路島。喫煙者。ドケチ。174cm、60kg（2024年1月現在）[1]。靴のサイズ27cm。
- base時代、No.1ギャガーと呼ばれており、ギャグの数は2050（2014年4月時点）で、通し番号を付けている。ツッコミ担当ながら、積極的にギャグを披露する。しかし、これだけの数がありながらあまりウケず、原田のギャグの方がウケるのだそう。「秒殺～No.1ギャガー決定戦～」（関西テレビ）第1回目の優勝を果たしている。
- 主なギャグは「しもちゃんワイパ～」「チェック！」「わて、琵琶湖風呂にしてまんねん」「わて、腕組み４級ですねん」「すんまへん、わて、土下座4級ですねん」「すいまセカンド」「バックステップバーイ」「フロントステップやぁ！」「MAX」「大仏の頭でモーグル～」「かっこかっこかぎかっこ」「1日1歩、3日で3歩、3歩進んで…ピピー！トラベリング！」など。
- 重度の赤面症であり、ネタ中興奮すると顔が真っ赤になる。しかしbaseのイベント(新風baseよしもと ネタトウタ)で歌って踊っていたときは赤面せずに堂々としていて、ネタより取り乱していなかった。
- 声が高いのがコンプレックスらしい。
- 負けず嫌い。高学歴ゆえ、プライドが高い。
- 後輩とめしや丼にご飯を食べに行った時、2杯食べると言う後輩に対抗して3杯頼んだが、3杯目で苦しくなり、結局残した。
- 後輩と銭湯に行ったとき、後輩がお湯が熱い熱いと言っていたら「俺、家で43℃入ってるし」と言い張った。
- 小学校1年から5年の途中まで皆勤で空手をしていたが、遊びの野球でフェンスから落ちて手首を骨折したことで止めてしまった。小3なのに小2扱いで大会に出場、小2に負けた。
- 中学3年間と高校1年間、バスケットボール部に所属していたが、「ボクシングをやる」とうそをついてやめる。
- 原田が下林の携帯に自分の鼻クソを付けてみるイタズラを仕掛けた。しかし下林は鼻クソだと気づかず普通に携帯を使った後 「何か携帯から、ヘンな物体出てる！俺の携帯、生きてる！」と、大騒ぎして終わった。
- 後輩に慕われたいらしく、後輩に茶化されると「線引いてや!」と怒る。
- 原田には「おまえはいじられてた方がオイシイねんから、それで売っていけや」と言われたが、下林は「俺はそんな風にはなりたくねいねん!どうやったら後輩に尊敬されんねん!」と嘆いた。
- 小学校の頃に公文式をやり残したという理由で、20歳の時に入会しに行ったらしい。当然断られたそうだが、そのことに関しては「確かにやってることは足し算や掛け算やからな。俺もうできるしな」と言っていた。
- 200個以上のギャグを五十音順で記してあったギャグ帳を無くしてしまった。
- メッセンジャー黒田に説教され｢坊主にせえ。でけへんかったら芸人なんか辞めてまえ」と言われ坊主にした。
- 麒麟・千鳥の二笑流TVで麒麟と千鳥が後輩芸人の悩み相談を受けると言う企画があり、先輩にもかかわらず「ギャグが思い浮かばない」という悩みを持ち、出演した。しかもその時に「先輩じゃないですか」といわれ、「年収、実績、知名度すべて後輩でございます」と宣言してしまった。
- 彼女の誕生日を祝うためにネタ合わせを仮病を使って断る。自分の誕生日を家族に祝ってもらうためにネタ合わせを断る。相方からは「アメリカ人並みに家族を大事にしている」と評される。
- 彼女を好きすぎる余り、喧嘩をして出て行った彼女をパンツ一丁で追いかけたり、彼女の誕生日に伊勢海老をプレゼントした。
- 昔付き合っていた彼女と先日偶然あって話をしていた時、彼女に「私、結婚しました」と言われ「名前何になったん?」と聞いたところ、気まずそうに「…上林」と言われた。
- baseよしもとのイベント『大喜利ヘキサゴン』で、使っていたスケッチブックに一枚だけ薄黄色がかった紙があった。この紙を見つけた下林は「スペシャルタイム!?俺だけスペシャルタイム!!?」「スペシャルタイムに使う!」と、この企画で『スペシャルタイム』なんてルールなど無いのに言い放った。だが、その薄黄色がかった紙は結局使わなかった。
- ジャンクションのどっちが人気があるか挙手アンケートを会場で行った。原田の時に挙手した女の子を目掛けて原田がノリで客席に降りてキスを迫る勢いで押し倒そうとしたとき、下林は原田を連れ戻す勢い余って舞台上に投げ飛ばして羽交い締めにした。「だって、あのコが俺がイイって言うから…」と言う原田を無視してひたすら「おま…っ、おまえっ、何やってんねんっ!!」と怒り続けた。
- チケットを手売りしているとき、ホームレスに絡まれたが、持ちギャグの「下ちゃんまあまあ」をやって火に油を注いだように思えたが結果的にはホームレスを撃退した。
- ピッキングに遭って自宅の鍵を替えている。(2008年3月14日放送｢千鳥のぼっけぇＴＶ｣より)
- かなりの大声で寝言を言う。「毒ガス殺人事件！」「それでは行ってみましょうか！」や、滋賀に住むようになってからは「近江米！」と寝言で叫んでいるらしい。
- 大学を5年半で卒業。
- 酒が1滴も飲めないが、木屋町でバーテンダーをしていた。
- 今でも家計が苦しい時は、交通誘導などの日雇いのアルバイトをする（2012年8月現在）。
- 夫婦そろって阪神ファン。